# 巴斯伍德格羅夫 (明尼蘇達州)
巴斯伍德格羅夫（英語：Basswood Grove）是位於美國明尼蘇達州華盛頓縣登馬克鎮區的一個非建制地區。

## 地理
巴斯伍德格羅夫所處的海拔為高於海平面293米（即961英呎），而該地所採用的時區為UTC-6，即北美中部時區（CST）。同時該地設有夏令時間，為UTC-6調快一小時，即UTC-5（CDT）。